# Quia (ave)
O quia [do maori "kea"] ou papagaio-da-nova-zelândia (Nestor notabilis) é uma ave psitaciformes da família dos estrigopídeos, uma das duas espécies vivas do gênero Nestor. Mede, em média, 48 cm de comprimento e atinge cerca de 900 gramas. É endémico da Nova Zelândia.
Apresenta uma plumagem verde-oliva e tem um bico muito resistente: diz-se que ele é capaz de despedaçar uma chapa de ferro fundido. Como todos os seus parentes, sente-se melhor nas árvores do que no chão e voa bem.
Alimenta-se principalmente de brotos e folhas tenras e, na primavera, lambe o néctar das flores. Come também os insetos e larvas que encontram no chão e é necrófago, isto é, alimenta-se de carcaça de animais (carneiros). Vive em pequenos bandos e passa o verão nas montanhas. Se o inverno não for muito rigoroso, ele ficará aí o ano todo: é o único papagaio do mundo que pode viver na neve. É um animal brincalhão e cheio de curiosidade.

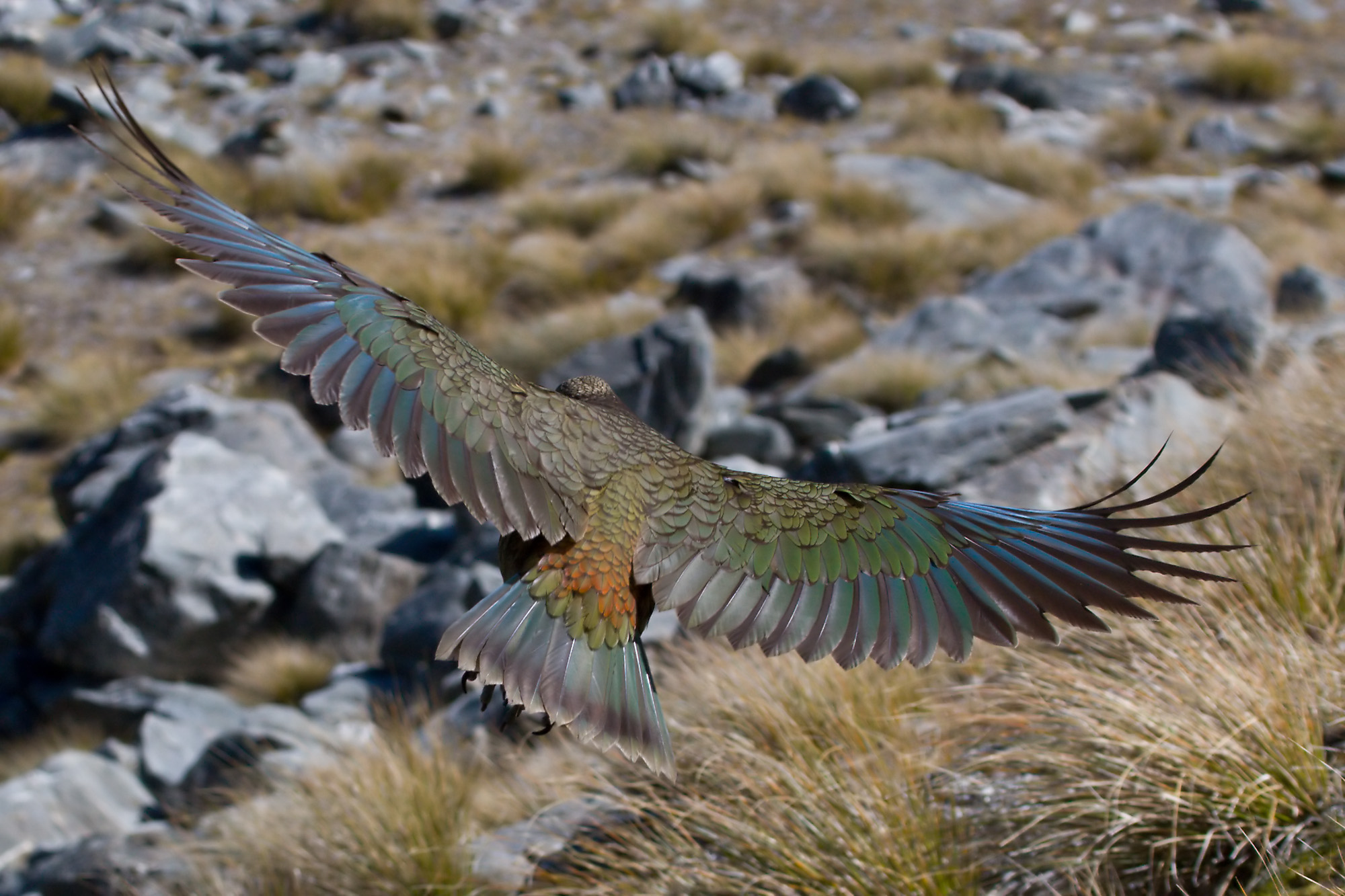
Um quia sobrevoando seu hábitat natural.

Foram observados quias procriando durante todo o ano, menos no outono. O período reprodutivo principal deles dura de julho a janeiro. Aninham em covas debaixo de pedras ou entre raízes de árvore. Os quias botam de dois a quatro ovos, e incuba os ovos durante três a quatro semanas. Estes papagaios são altamente sociais, vivem em grupos de família até que eles alcançam a maturidade sexual. Os machos são sexualmente maduros depois de quatro ou cinco anos, enquanto fêmeas podem se tornar sexualmente maduras já com três anos de idade. O sistema de acasalamento é polígamo. Machos lutam para dominar e a hierarquia é rígida.
É uma ave mal vista pelos criadores de carneiros da Nova Zelândia. Já foi noticiado que estas aves atacam rebanhos de carneiros, pousando em suas costas e bicando a região lombar e das costelas, alimentando-se da gordura e resultando em ferimentos que poderão afetar a saúde dos carneiros. Por este motivo, muitos criadores de carneiros tem uma relação hostil com estas aves.